# Achyranthes thonningii
Achyranthes thonningii är en amarantväxtart som beskrevs av Heinrich Christian Friedrich Schumacher. Achyranthes thonningii ingår i släktet Achyranthes och familjen amarantväxter. Inga underarter finns listade i Catalogue of Life.